# 나눗셈

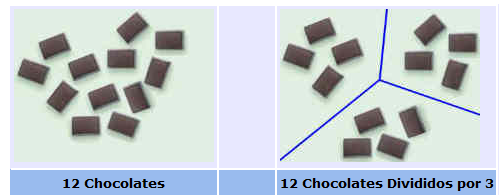

나눗셈(영어: division)은 수학에 곱셈의 역연산인 산술 연산이다. 간혹, 뺄셈의 반복으로도 여길 수 있다.
수식으로 표현하면, 만일 {\displaystyle b}가 {\displaystyle 0}이 아닐 때
{\displaystyle c\times b=a}
이면,
{\displaystyle {\frac {a}{b}}=c} 또는 {\displaystyle a\div b=c}
즉, {\displaystyle a} 나누기 {\displaystyle b}는 {\displaystyle c}이다. >이다.
위와 같은 식에서, {\displaystyle a}는 피제수(dividend)라고 부르고, {\displaystyle b}는 제수(divisor) 그리고 {\displaystyle c}는 몫(quotient)이라고 한다.
제수가 {\displaystyle 0}일 때의 나눗셈, 즉 0으로 나누기는 보통 정의되지 않는다.

## 쉽게 하는 방법
10÷2=5에서 10은 나누어지는 수, 2는 나누는 수, 5는 몫이다.

## 유리수의 나눗셈
{\displaystyle b,c,d} 가  {\displaystyle 0} 이 아니라는 조건 하에 유리수 {\displaystyle {\frac {a}{b}}}를 {\displaystyle {\frac {c}{d}}} 로 나누는 식은 {\displaystyle {\frac {a}{b}}} {\displaystyle \div } {\displaystyle {\frac {c}{d}}} 와 같이 나타낼 수 있으며 

나누는 방법은 제수 {\displaystyle {\frac {c}{d}}}의 분모와 분자의 위치를 각각 바꾸어 주어서 곱해주면 된다. 

즉  {\displaystyle {\frac {a}{b}}} {\displaystyle \div } {\displaystyle {\frac {c}{d}}} {\displaystyle =} {\displaystyle {\frac {a}{b}}} {\displaystyle \times } {\displaystyle {\frac {d}{c}}} 이 식을 계산해주면 된다.

## 나눗셈의 연산
직관적인 나눗셈 연산
{\displaystyle \;\;246\div 2}
{\displaystyle \;\;{\begin{array}{r }1\end{array}}\;\;}
{\displaystyle 2{\begin{array}{|r }\hline 246\end{array}}\;\;}
{\displaystyle {\begin{array}{r }\;\;2\end{array}}\;\;}
{\displaystyle \;\;{\begin{array}{r }12\end{array}}\;\;}
{\displaystyle 2{\begin{array}{|r }\hline 246\end{array}}\;\;}
{\displaystyle {\begin{array}{r }\;\;24\end{array}}\;\;}
{\displaystyle \;\;{\begin{array}{r }123\end{array}}\;\;}
{\displaystyle 2{\begin{array}{|r }\hline 246\end{array}}\;\;}
{\displaystyle {\begin{array}{r }\;\;246\end{array}}\;\;}
{\displaystyle \therefore \;\;246\div 2=123\;\;}

## 성질
나눗셈 연산은 분수의 성질을 갖는다.
{\displaystyle a\div b}
{\displaystyle =a/b}
{\displaystyle ={a \over b}}
나눗셈은  몫과 나머지 성질을 갖는다.

## 나머지
나눗셈의 연산에 의해서 즉, 피제수와 제수와의 나눗셈의 결과로  항상 몫과 나머지가 생겨난다. 그러나 나머지 값이 0인 경우에는 이를 생략한다.
이처럼 나눗셈연산은 나머지에 대한 중요한 성질을 갖는다.
일반적인 나눗셈의 연산의 결과값이 몫인 경우와는 다르게 나머지를 그 결과값으로 하는 나눗셈의 연산을 나머지연산이라고 했을 때 기호 mod를 사용한다.
{\displaystyle 9{\bmod {3}}=0\;,\;10{\bmod {3}}=1}

## 같이 보기
- 수학 기호
- 나머지
- 분수